# トマス・ダンフォース
トマス・ダンフォース（英: Thomas Danforth、洗礼日1623年11月20日 - 1699年11月5日）は、イングランド領マサチューセッツ湾植民地の政治家、判事、地主である。保守的なピューリタンとして、長年植民地の評議員、判事を務め、イングランド国王の植民地に対する支配権を行使しようという試みには反対派を率いた。植民地の中央部で所有地を増やし、それがフレイミングハム町の一部になった。ダンフォースの政府における役割には、植民地が購入した現在のメイン州の領土の管理が含まれていた。
セイラム魔女裁判のときには、ダンフォースが判事であり、植民地を指導する人物だったが、聴聞審理判定の席には座らなかった。これにも拘わらず、アーサー・ミラーの戯曲『るつぼ』やその翻案映画『クルーシブル』では判断の席に着いたことになっていた。そこでは厳しく傲慢な判断を行ったことになっているが、実際には裁判を行うことに批判的であり、裁判を終わらせる役割を演じたと記録されている。

## 初期の経歴
トマス・ダンフォースは1623年11月20日に、イングランドのサフォークにあるフレイムリンガムで洗礼を受けた。父はニコラス・ダンフォース（1589年-1638年）、母はエリザベス・シムズ（1596年-1629年）であり、その長男だった。1634年、ダンフォースは父、弟のサミュエルとジョナサン、姉妹のアンナ、エリザベス、リディアと共にニューイングランドに、おそらくグリフィン号で移民してきた。一家は200人かそこらの乗客と共に船に乗り、ピューリタンの信仰故に迫害から逃れてイングランドを離れた。ウィリアム・ロードが1633年にイングランド国教会の大主教となり、非律法主義者の宗教慣習（例えばカルヴァン主義の強いピューリタンが行っていたもの）に対する排斥を始め、それが新世界に向けたピューリタンの移民の波を促進させた。

## 公職

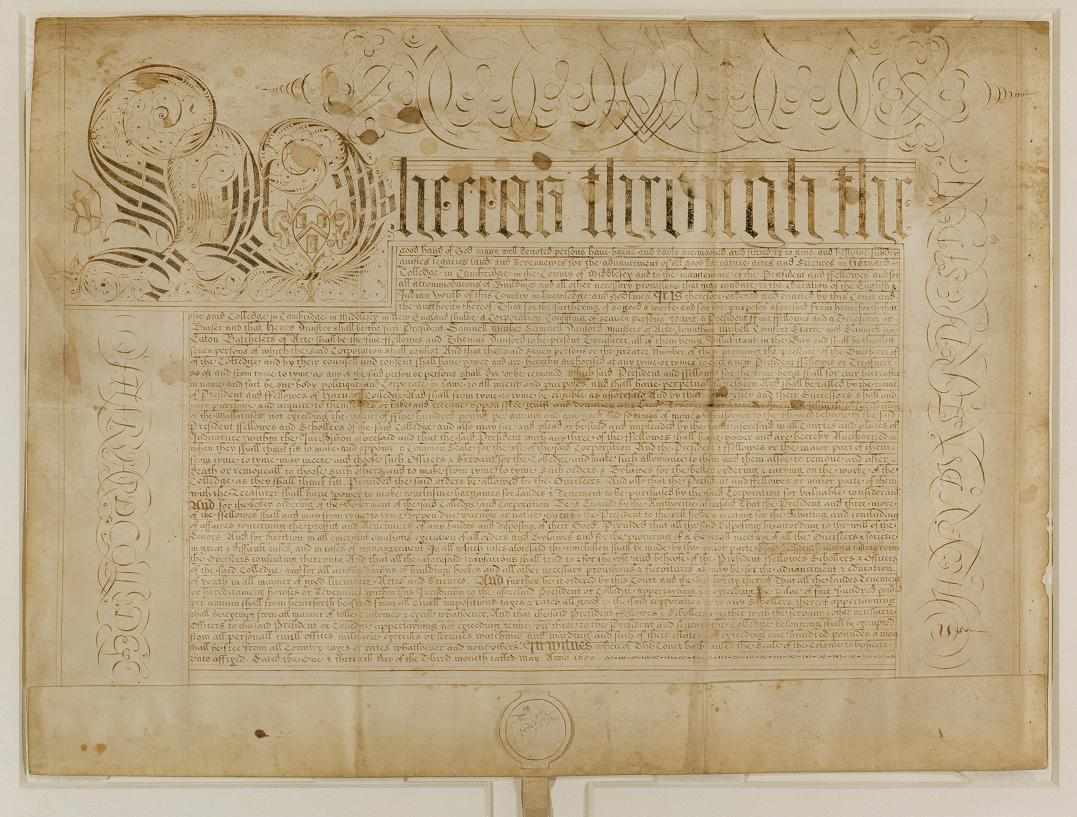
ハーバード・カレッジの認証状

父のニコラス・ダンフォースはマサチューセッツ湾植民地に到着してから間もなく、ケンブリッジで土地を取得し、町の指導者の1人となり、植民地議会の議員になった。父は1638年に死亡し、土地と幼い兄弟姉妹の世話をトマス・ダンフォースに委ねることになった。1643年、ダンフォースは植民地のフリーマンとして認められ、投票権を与えられ、植民地の政治に参加することができるようになった。1650年にハーバード・カレッジが認証されたときに、その財務官に指名された。1669年から1682年にはこのカレッジの執事を務めた。1659年から、植民地の補佐評議会に入り、1679年には副総督に選出された。1665年、現在のメイン州南部の領土について、マサチューセッツの権限拡大を監督する委員会委員となった。その領土は測量士によってマサチューセッツの領土内に入ると判断された。
ダンフォースの政治と宗教は比較的に保守的であり、ある歴史家は「マサチューセッツ政界のジョン・ピム」と表現している。1661年、植民地はイングランド国王チャールズ2世からクエーカー教徒に対する非道な処遇の故に植民地認証を取り消された。植民地政府は処刑すると脅してクエーカー教徒を領土内から追放しており、その処置にたいして繰り返し違背した者4人を絞首刑にしたばかりだった。国王はその文書で、植民地はクエーカー教徒などが信教の自由を表明することを認めるよう要求した。ダンフォースはこれに対して返書を作成するために設立された委員会に入った。その委員会が起草した文書では、植民地政府はその法がイングランドの法と矛盾した場合を除いて基本的な主権があるという、保守的な宣言を行うものだった。国王の文書が届いた時までに、植民地政府は既に違背した者に対する厳しい懲罰を緩める処置を行っていた。判事のサイモン・ブラッドストリートと牧師のジョン・ノートンという2人の委員がイングランドに派遣され、植民地の言い分を論ずることになった。
1675年、多くのインディアン部族がニューイングランド南部のイングランド人開拓者に対して起こしたフィリップ王戦争が始まると、ダンフォースもこの戦争の幾つかの出来事に関わった。多くの開拓者は祈るインディアン（キリスト教に改宗したインディアンであり、イングランド人の町の郊外で平和的に暮らしていた）を信用せず、同朋の町への攻撃に対する報復を求めたイングランド人開拓者の暴徒に襲われた部族もあった。ダンフォースはダニエル・グッキンやインディアンへの伝道師ジョン・エリオットと共に祈るインディアンの強い支持者であり、ある程度のリスクを賭してでも過剰な反応を防止するために動いた。ある場合などは、ダンフォースがボストン港で他の植民地役人達と共に小さな船に乗り、「安全のために」ロング島に移住させられた祈るインディアンの施設を検査しに行く途中で、近くにいた船が明らかに意図的に衝突してきたことがあった。この事故で誰もけが人は出なかったが、年配の役人全てが港の冷たい海中に落とされることになった。
1680年、ダンフォースはマサチューセッツ議会からメイン地区の総裁に選定された。植民地は以前この領土（メイン州南部のピスカタクァ川とケネベック川の間の土地）を統治していたが、この地域に長く領有権を主張していたフェルディナンド・ゴージズ卿の承継者による抗議で、この地域の統治権はチャールズ国王から剥奪されていた。その後、マサチューセッツの代理人がゴージズ卿の承継者から土地を購入し、ダンフォースがその管理人に指名された。フィリップ王戦争の間にその領土は荒れ果て、多くの資産が放棄されており、ダンフォースは実質的に領主として行動し、土地を払下げ、ファルマスやノースヤーマスなどの町を再建させた。ダンフォースはその行動の報償としてカスコ湾の島を植民地から払下げられ、1686年まで監督していた。
1670年代、マサチューセッツの指導層がチャールズ国王から要求された植民地管理体制の変更を断固として拒否した。チャールズは代理人エドワード・ランドルフの示唆により、信教の自由に関する具体的要求を次第に増し、航海法と呼ばれる植民地交易規制に固執することを要求し、植民地認証の返還を要求する「権限開示令状」を発行する準備をした。ダンフォースは国王の要求を容れることに反対する者達を指導する1人になった。問題は1684年の選挙で頂点に達した。このときダンフォースは強硬派を代表して総督選挙に立っていた。このとき和解派のサイモン・ブラッドストリートに僅差で敗れたが、副総督の地位は維持した。植民地の節度を求める試みはむなしくなり、1684年6月18日に植民地認証状が正式に無効化された。
1686年、国王ジェームズ2世が、ニューイングランド全てを統治するための新しい政体としてニューイングランド王領を設立した。マサチューセッツ生まれのジョセフ・ダドリーをその初代首長（肩書きは議長）に指名した。ダドリーは暫定的な首長であり、その年後半にはエドマンド・アンドロス卿と交代した。ダドリーもアンドロスもその王領評議会からダンフォースを排除し、その地位を王室の役人に回した。選挙で選ばれる議会を持たなかった王領政府は、様々な理由でマサチューセッツで極めて不人気だった。名誉革命によってジェームズを廃位させたとき、マサチューセッツのピューリタン指導者が組織的な暴動を起こし、アンドロス、ダドリー、その他王領の役人を逮捕させた（ボストン暴動）。王領の崩壊から1692年にマサチューセッツ湾直轄植民地が設立されるまでの間、旧植民地政府が暫定的に再建され、ダンフォースは任務に戻った。

### セイラム裁判
1692年、ダンフォースはセイラムで起きた魔女騒動の初期に総督代行を務めていた。ダンフォースの名前は、4月11日の法廷審理を見学した評議員の一部として、セイラムの裁判所記録に一度だけ現れている。しかしダンフォースの関与は、マサチューセッツ湾直轄植民地の新しい認証の下で初代王室指名総督として、ウィリアム・フィップス卿が到着した5月で終わっている。その後直ぐにフィップスが設立した特別聴聞審理判定には任命されておらず、しかもダンフォースはウィリアム・ストートン判事が遂行した、幻視証拠を受け入れるという議論の多い魔女裁判のやり方に反対した。1692年10月8日にトマス・ブラトルが書いた手紙で、ダンフォースは「全く上記手続きを非難し、その判断を自由に述べた、理解し、判断し、敬虔さのある」選ばれた者の集団にあったと表現されている。
聴聞審理判定の裁判が停止された後で、マサチューセッツ最高司法裁判所が創設され、1692年12月、総督評議会の票決で3票差でダンフォースを破って、ストートンが裁判所長官に選任された。1693年初期、ダンフォースはストートンが主宰し、魔女裁判の審問を続けたが幻視証拠を受け入れることは無かった最高裁判所の法廷に座った。このときまでにヒステリー症状は治まっており、法廷は魔女と告発された者達の疑いを晴らした。ストートンが被告に示された大赦や恩赦に抗議して辞任した後にダンフォースが法廷を指導した。ダンフォースは告発された個人の窮状にも同情的であり、その中の幾人かをボストンより西の土地に移した。フレイミングハムのセイラムエンド道路は彼らが入植した地域にある。

## 家族と遺産
ダンフォースは1644年にメアリー・ウィジントンと結婚した。この夫妻には12人の子供が生まれたが、そのうち6人は3歳になるまでに死亡し、ダンフォースの死後まで生き残ったのは僅か3人だった。ダンフォースは1699年11月5日に死んだ。
1660年代、ダンフォースはボストンの西にある土地の取得を始めた。当初「ダンフォースの農場」と呼ばれていたその土地を、1670年代にその生誕地に敬意を表して「フレイミングハム」と呼び始めた。ダンフォースはケンブリッジに住み続けたが、フレイミングハムの土地を開発して、総面積は15,000エーカー (61 km2) になり、それを分譲するよりも999年リースで貸し付けていた。1690年代までにその土地に幾らか不連続な多くの町が存在しており、政府に対して法人化を請願した。1692年にあった最初期の請願については、ダンフォースの所有ではない土地も含んでいたので、ダンフォースが反対し、その後の多くの請願についても隣接する町が反対した。フレイミングハムの町が認証されたのは、ダンフォースが死んだ後の1700年になっていた。町の公章にはこの遺産を記念して、「ダンフォースの農場」という言葉が入っている。
メイン州ダンフォース町はダンフォースにちなんで名付けられた。1975年に設立されたダンフォース美術館がフレイミングハムにある。

## 戯曲『るつぼ』の中の架空人物
アーサー・ミラーの戯曲『るつぼ』で、ダンフォースはセイラム魔女裁判を取り仕切った指導的司法官として描かれている。ウィリアム・ストートンはこの戯曲に登場せず、ミラーはダンフォースを、正直だが傲慢でわがままな判事だと描き、その権限の下に多くの者が投獄され、絞首刑の判決を受けたと記した。被告の一人ジョン・プロクターは、自分が魔法使いであり他人を告発するという自白について、嘘をつくことと署名することを拒んで、戯曲の最後でダンフォースの権威に楯突いた時、慈悲も無く絞首刑の判決を受けた。戯曲の導入部でミラーは、劇化のために幾人かの人物を組み合わせ、歴史的な性格には変更を加えたと記している。
ミラーはこの戯曲を1996年に映画化する時にその脚本も書いた。その映画『クルーシブル』の中でダンフォースという名前は主要な司法上の敵対者として残した（ポール・スコフィールドが演じた）。1957年制作の映画『サレムの魔女』では、その脚本をジャン＝ポール・サルトルが書いた。ダンフォースはレイモンド・ルーローが演じ、監督も行った。ダンフォースの描き方は同じだった。1980年、BBCが制作したテレビ版では、エリック・ポーターがダンフォースを演じて称賛された。